# Hamund
Hamund Sigmundsson (nórdico antiguo: Hámundr, n. 733) es el nombre de un legendario caudillo vikingo de Dinamarca, activo durante la era de Vendel, que tuvo dos papeles en la mitología nórdica.
Primero, aparece como hijo de Sigmund y hermano de Sigurd, Helgi Hundingsbane y Sinfjötli. Y en segundo lugar, como padre de los reyes del mar Haki y Hagbard. Hagbard se enamoró de Signý, vinculada familiarmente a Siggeir, enemigo acérrimo de Sigmund.  

## Sagas
Hámundr aparece como personaje de un cameo en Frá dauða Sinfjötla (Edda poética), donde se cita a su familia. Según el pasaje, era el hijo más joven de Sigmund, «rey sobre la tierra de los francos»; su hermano mayor era Sinfjötli, y Helgi, el mediano.
La presencia de Hámundr en la saga Völsunga es también prácticamente ínfima, limitado al capítulo 26 de algunas ediciones modernas. Una traducción incluye una cita Brynhildr, hablando sobre Haki, Hagbard y sus hijos. No obstante, la referencia no aparece en el original, sino que es una aportación basado en los escritos de Saxo Grammaticus, quien en su Gesta Danorum (libro 7), le menciona como un caudillo vikingo y padre de Hagbard y Haki, así como otros dos hijos que murieron en las guerras contra Sigger (Sigar), llamados Helwin y Hamund (como su padre).